# Melanie Seeger

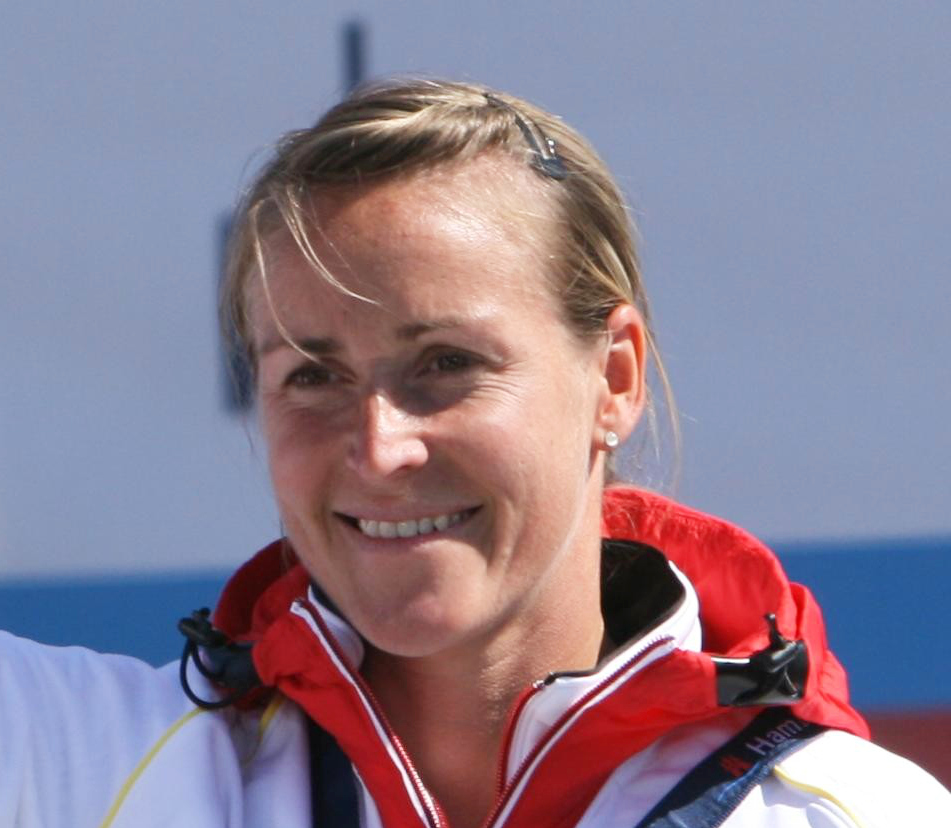
Melanie Seeger in Hamburg 2012

Melanie Seeger (* 8. Januar 1977 in Brandenburg an der Havel) ist eine deutsche Geherin.
1999 gewann Melanie Seeger bei den U23-Europameisterschaften die Bronzemedaille im 20-km-Gehen. Seit 2001 startete sie bei allen Großereignissen im 20-km-Gehen. Nur bei den Weltmeisterschaften 2009 in Berlin startete sie aufgrund einer Babypause nicht. Bei den Europameisterschaften 2010 in Barcelona wurde sie Vierte. Durch die Dopingdisqualifikation der Siegerin Olga Kaniskina rückte sie nachträglich auf den Bronze-Rang vor.
- 2001: Weltmeisterschaften in Edmonton, Platz 7
- 2002: Europameisterschaften in München, Platz 14
- 2003: Weltmeisterschaften in Paris/Saint-Denis, Platz 8
- 2004: Olympische Spiele in Athen, Platz 5
- 2005: Weltmeisterschaften in Helsinki, Platz 11
- 2006: Europameisterschaften in Göteborg, Platz 10
- 2007: Weltmeisterschaften in Osaka, Platz 14
- 2008: Olympische Spiele in Peking, Platz 23
- 2010: Europameisterschaften in Barcelona, Platz 3
- 2011: Weltmeisterschaften in Daegu, aufgegeben
- 2012: Olympische Spiele in London, Platz 16

2003, 2004, 2006 und 2007 war Melanie Seeger Deutsche Hallenmeisterin. Sie ist im Besitz des deutschen Rekords über 3000 Meter in 11:50,48 min. Im Freien gewann sie im 5000-Meter-Bahngehen 2001 bis 2004 sowie über 20 Kilometer 2001 bis 2003 bei den Deutschen Meisterschaften. 
Ihre Bestleistung über 20 Kilometer aus dem Jahr 2004 steht bei 1:28:17 h. 
Bei einer Größe von 1,69 m hat sie ein Wettkampfgewicht von 56 kg. Sie ist Lehrerin an einer europäischen Schule in Belgien.